# Лапидаријум у Добоју
Лапидаријум у Добоју посебно је уређена површина на отвореном простору испред ЈУ Музеја у Добоју. Основан је са циљем да популарише и заштити део средњовековних споменика културе које је Завод за заштиту споменика културе предао на чување и презентацију музеју.

## Положај и размештај
Лапидаријум у Добоју смештен је испред Музеја у Добоју, са леве и десне стране од улаза адаптиране зграде музеја саграђене 1926. године. У централном је језгру Добоја у улици Видовданска 4.
Лапидаријум броји укупно пет (од укупно шест стећака колико поседује музеј), од којих су три копије а три оригинали. Пет стећака смештено је у лапидаријум у дворишту музеја, а један стећак је изложен у оквиру сталне изложбене поставке музеја.
У дворишту Музеја у Добоју лапидаријум чине две посебне целине: два оригинална стећка која су са леве стране (од улаза у музеј) и три копије стећака Војводе Момчила на њеној десној страни. Последњи стећак тежак неколико тона који потиче из средњег века, а пронађен је у шумвитом делу насеља Какмуж на Озрену, постављен је у лапидаријуму крајем 2012. године.

## Опште информације
Стуб културе и знања, спој традиционалног и модерног, мост између прошлости и будућности данас представља лапидаријум (лат. Lapidarium) испред музеја у Добоју, као место на коме су изложени камени споменици са простора Републике Српске, Босне и Херцеговине. Како се такве колекције најчешће  налазе у дворишту археолошких и историјских музеја, под отвореним небом, тако је и на платоу испред музеја у Добоју настао лапидаријум са два оригинална и три реплике надгробних споменика, стећака из средњовековног периода.
Стећци (стојећак камен, кам, биљег, мрамор) у овом лапидаријуму су средњовековни надгробни споменици у облику великог камена или сандука, са уклесаним украсима. Као и многи други и ови стећци у лапидаријума музеја у Добоју,  сматра се да су део  културе стећака настале у источној Херцеговини у окриљу српске православне културе, на подручју Немањићке Србије, одакле су  се ширили у унутрашњост Балкана у Босну. Најстарији мрамор са натписом је жупана Грда из средине 12. века.
Основни мотив формирања лапидаријума, поред презентације средњовековних споменика културе Босне и Херцеговине, била је и њихова заштита од пропадања.

## Изглед

### Оригинални стећци
Од укупно три стећака колико је у поседу музеја у Добоју, два оригинална стећка,  налазе се у лапидаријуму  а трећи стећак, нађен у селу Осредак (општина Станари) је измештен и налази се у унутрашњости Музеја као део сталне поставке археолошког одељења.
Први средњовековни стећак  (тежак 6 тона) који је постављен у лапидаријуму 19. августа 2010. године, дислоциран је са простора старе, унутрашње некрополе у Шеварлијама. Стећак је, пре него што је постевљен у лапидаријуму био на некој ливади, близу каменолома на месту где је некад била некропола, која је због ископавања камена уништаване приликом изградње путева, пруга и других објеката.
Други стећак у лапидаријуму (тежак неколико тона), пронађен је у шумском делу насеља Какмуж на планини Озрен крајем 2012. године.
Стећке су радили традиционални сеоски средњовековни мајстори.

### Копије стећака
Реплике три стећка на простору лапидаријума су дело добојског вајара Драге Хандановића.  Он је након три године рада, у сарадњи са стручњацима Музеја у Добоју, копије израдио по јединственој технологији од армираног натур бетона. Стручно-технички радови на изради копије стећака је завршена 6. септембра 2012. године. Копије по изгледу, димензијама и просторном положају одговарају оригиналу. Прва копија једног од три стећка постављена је у лапидаријуму 6. октобра 2012. године.
По изгледу, димензијама и просторном положају копије стећака у потпуности одговарају оригиналима са средњовјековне некрополе у Бањи Врућици  познатије као гроб војводе Момчила, односно по народном веровању  надгробни споменици брачног пара, војводе Момчила и његове супруге Вукосаве, за које се претпоставља да су живели у периоду између 13. и 16. века. Трећи стећак,  је по народном вјеровању гроб „сина Војводе Момчила и по изради је најједноставнији, а по величини најмањи.  Међутим историчари нису утврдили да је икакав Војвода Момчило владао тим крајем, у периоду после рата у Босни и Херцеговини. Како се незна њихово порекло није тачно утврђено нити колико су стари ови стећци. Постоји више претпоставки од разних аутора, али ни једна од постојећих претпоставки није научно потврђена (нити поречена).
Израда копија ова три стећка трајала је готово годину дана, јер је у том периоду требало у музејској радионици  направити  19 отисака од гипсаних негатива, а затим 19 гипсаних и армираних делова. Копије су рађене у ситнозрнастој фракцији, тако да арматурна мрежа и квалитет бетона гарантују неограничену трајност стећака.
Стећак, за који се вјерује да је гроб  војводе Момчила има призматичну основу, правилно израђену од једног комада. Горњи део споменика има облик правилног саркофага, у облику куће са двокрилним кровом. Обрубљен је 12 cm дебелим округлим рубом. Рубови се завршавају на угловима у камене јабуке. На најистакнутијој страни се види правилно утесана рука од рамена, савијена у лакту, са песницом, која држи топуз или бакљу. Испод песнице са пруженим палцем у вис, налази се држак од топуза. Глава топуза је елиптичног облика са три реда бразда.
Стећак, за који се вјерује да је гроб Момчилове супруге Вукосаве, дугачак је 110, широк 80, а висок 170 cm и окренут је у правцу сјевер-југ. На врху завршава куполом у облику јабуке, из које се на све стране спуштају бразде и 14 поља без икаквих других орнамената.
Трећи  стећак  (стечак детета) који је најмањи, по изради најједноставнији је и не свршава се у једном слемену, већ свака страна има облик правилног трапеза. На горњем делу правоугаоно-хоризонталног крова истесана је јабука, која има овалан облик. Рубови  стећка су дебели око 10 cm. На њему нема никаквога натписа, ни посебних украса.